# オスカー・クロイツァー
オスカー・クロイツァー（Oscar Kreuzer, 1887年6月14日 - 1968年5月3日）は、ドイツの男子テニス選手。1912年ストックホルムオリンピック男子シングルスで銅メダルを獲得している。

## 来歴
1912年ストックホルム五輪に24歳で出場した。シングルスの準決勝で南アフリカのチャールズ・ウィンスローに 7-9, 5-7, 2-6 で敗れ、銅メダル決定戦でボヘミアのラディスラフ・ツェムラを 6-2, 3-6, 6-3, 6-1 で破り銅メダルを獲得した。
ウィンブルドンでは1913年ウィンブルドン選手権で男子シングルスのベスト4進出がある。
1968年5月3日、ドイツ・ヴィースバーデンにて80歳で亡くなった。